# سكة حديد فوركا البخارية

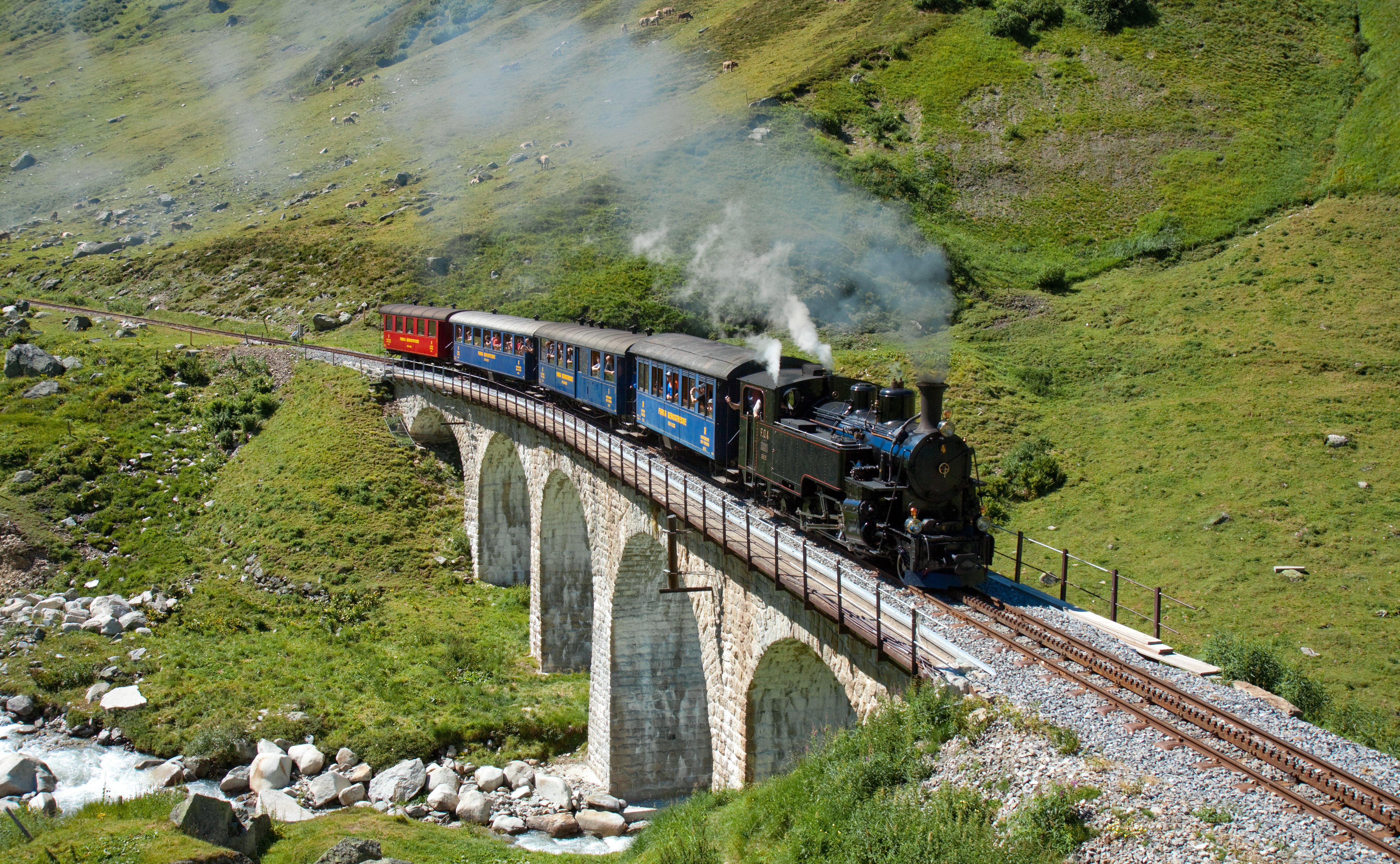
قطار بخاري على سكة حديد فوركا

سكة حديد فوركا البخارية (بالألمانية: Dampfbahn Furka-Bergstrecke) هي سكة حديد جبلية تراثية في سويسرا تصل بين ريألب في كانتون أوري عبر نفق تحت ممر فوركا إلى أوبرفالد في كانتون فاليه. يبلغ أعلى ارتفاع تصله السكة مقدار 2,160 متر عن سطح البحر.
تتميز هذه السكة أنها سكة حديد مسننة وضيقة ذات اتساع (عرض) يبلغ متر واحد؛ ويقود القطارات على هذه السكة سائقون ينتمون إلى نادي هواة، والذين أعادوا ذلك المقطع إلى الخدمة باستخدام قاطرة بخارية، وأتم الخط بالكامل في سنة 2010.